# 角鞭冠鮟鱇
角鞭冠鮟鱇為輻鰭魚綱鮟鱇目棘茄魚亞目鞭冠鮟鱇科的其中一種，為深海魚類，分布於西印度洋南非、中西太平洋海域，棲息深度0-1900公尺，體長可達20.8公分，生活習性不明，不具經濟價值。

## 扩展阅读
維基物種上的相關：角鞭冠鮟鱇